# Коричева, Юлия
Юлия Коричева (род. 1967[…]) — британский эколог. Она является профессором экологии в Исследовательском университете Ройял-Холлоуэй Лондонского университета, исследует экосистемные услуги в лесах, взаимодействие между насекомыми и растениями и является экспертом в области метаанализа.

## Образование и карьера
Коричева родом из России; она получила степень бакалавра зоологии и энтомологии в Санкт-Петербургском государственном университете, а затем докторскую степень в Университете Турку в Финляндии, изучая влияние загрязнения воздуха на взаимодействие между берёзами и травоядными насекомыми. Она переехала в Швейцарию, чтобы работать постдокторантом в Цюрихском университете, а затем вернулась в Финляндию. Затем Коричева перешла в Шведский сельскохозяйственный университет, а затем в 2004 году стала преподавателем в Исследовательском университете Ройял-Холлоуэй Лондонского университета, где в 2011 году она была назначена профессором экологии.

## Исследования
Коричева на протяжении всей своей карьеры проводила исследования в лесах, а в 1999 году она провела долгосрочный эксперимент в лесу Сатакунты на юго-западе Финляндии. В эксперименте рассматривается влияние видового разнообразия деревьев, видового состава деревьев и внутривидового генетического разнообразия на экосистемные услуги. Её работа показала, что леса с большим разнообразием пород деревьев способны лучше обеспечивать экосистемные услуги, такие как хранение углерода, чем леса с небольшим количеством различных пород деревьев.
Она является экспертом в области метаанализа, в 2013 году она была соредактором «Справочника по метаанализу в экологии и эволюции» (англ. Handbook of meta-analysis in ecology and evolution), опубликованного издательством Princeton University Press, и использовала методы метаанализа, чтобы показать вредное воздействие неоникотиноидных инсектицидов на пчёл.